# Megachile pugillatoria
Megachile pugillatoria is een vliesvleugelig insect uit de familie Megachilidae. De wetenschappelijke naam van de soort is voor het eerst geldig gepubliceerd in 1863 door Costa.